# Pterostylis vitrea
Pterostylis vitrea är en orkidéart som först beskrevs av David Lloyd Jones, och fick sitt nu gällande namn av Bostock. Pterostylis vitrea ingår i släktet Pterostylis och familjen orkidéer.
Artens utbredningsområde är Queensland. Inga underarter finns listade i Catalogue of Life.